# ミュゼスルタン
ミュゼスルタン（欧字名:Musee Sultan、2012年4月3日 - ）は、日本の競走馬、種牡馬。主な勝ち鞍は2014年の新潟2歳ステークス。
「平成のシンザン」と期待されたが、度重なる骨折により7戦のみで引退となった。
馬名の由来は、冠名にアラビア語で「皇帝」。

## 経歴

### デビュー前
祖母となるマルカコマチは、1999年の京都牝馬特別（GIII）を制して繁殖牝馬となり、その3番目の仔として生まれたフレンチデピュティ産駒が、母となるアスクデピュティである。2006年にデビューし、紫苑ステークス（OP）ではアルコセニョーラに0.2秒差の3着、2008年のエリザベス女王杯でGI出走を果たすなど、32戦5勝という成績を残した。引退後は繁殖牝馬となり、初年度はメイショウサムソンが種付けられ、初仔となる牝馬を出産。続く2年目はキングカメハメハが種付けられて2012年4月3日、社台ファームにて2番仔となる牡馬（後のミュゼスルタン）が誕生する。
牧場では、小柄であったが馬体のバランスが良く、バネのきいた動きだったという。2013年のセレクトセール1歳部門にて高橋仁に7875万円で購買され、美浦トレーニングセンター所属の大江原哲厩舎に預けられた。

### 競走馬時代
2014年8月10日、新潟競馬場の新馬戦（芝1600メートル）に柴田善臣を鞍上にデビュー。単勝オッズ3.5倍の2番人気に推され、ソールインパクトに1馬身4分の1の差離して勝利、デビュー勝ちを果たす。
続いて、同条件の新潟2歳ステークス（GIII）に参戦。単勝オッズ4.1倍の3番人気に推され、重賞初出走となった。中団で待機して最後の直線に入ると、馬群の中から進出。先頭に躍り出たところ、大外から追い込んできた1番人気アヴニールマルシェと鼻面併せ、2歳コースレコードである1分33秒4で入線。写真判定の結果、ハナ差先着で1着となり、2連勝で重賞初勝利となった。所有する高橋は重賞初勝利、柴田は2011年モンストールでの勝利以来、新潟2歳ステークス2勝目となった。数日後、左前脚遠位端骨折を発症が判明、米粒大ほどの骨片を除去する手術が施された。大江原によると、症状は軽く、2015年の春には復帰できるとしていた。
3歳となり、皐月賞のトライアル競走であるスプリングステークス（GII）で復帰するも、キタサンブラックに0.5秒離された7着に敗れる。皐月賞は、中山競馬場の開催が最終週で馬場が悪いことや2回のターンがあること（4個のコーナーを回るコース）を嫌って敬遠し、NHKマイルカップ（GI）に参戦。出走前日の発売では1番人気に支持されていたものの、当日にはグランシルクに次ぐ単勝オッズ5.9倍の2番人気となった。後方から鋭く伸びたものの、先に抜け出していたクラリティスカイに1馬身とクビ差届かず3着となる。大江原は「前残りのペースの中でよく来ていた。」とし、柴田が「まだ先のある馬だから」と言ったという。加えて、「いずれはGIを勝てるでしょう」と見込んでいた。続いて、東京優駿（日本ダービー）（GI）に進み、ドゥラメンテに0.8秒離された6着となる。（レースに関する詳細は第82回東京優駿を参照。）
秋は、古馬と初めて顔を合わせる新潟記念（GIII）に出走。単勝オッズ6.1倍の1番人気に推されたが、出走18頭中16着に敗れた。競走中に右橈骨遠位端骨折を発症していたことが判明し、長期間の休養を余儀なくされる。福島県いわき市の競走馬総合研究所常盤支所（競走馬リハビリテーションセンター）にて休養し、休養中に1000万円以下条件馬となり、オープンクラスから2階級に降級した。復帰は、9か月後の2016年6月19日、両方の脚で骨折の経験があることから脚元の不安を軽減するために、ダート競走に転向、青梅特別（1000万円以下、ダート1600メートル）に出走し、勝利を挙げる。次が期待されたものの故障のため、競走馬リハビリテーションセンターに再び入所し、ウォータートレッドミルが施され、復帰に向けリハビリテーションが行われた。
しかし、2017年4月8日、右第4中手骨を骨折が判明し、戦線復帰には3か月以上の休養が必要となった。しかし戦線復帰を断念し、4日後の4月12日付でJRAの競走馬登録を抹消し引退することとなった。翌13日、北海道新ひだか町のアロースタッドにて種牡馬としてスタッドインした。初年度種付料は20万円。
2024年、茨城県の安田牧場にプライベート種牡馬として移動した。

## 競走成績
以下の内容は、netkeiba.comの情報に基づく。
| 競走日     | 競馬場 | 競走名      | 格       | 距離（馬場）  | 頭 数 | 枠 番 | 馬 番 | オッズ （人気） | 着順 | タイム （上がり3F） | 着差 | 騎手      | 斤量 [kg] | 1着馬（2着馬）         | 馬体重 [kg] |
| ---------- | ------ | ----------- | -------- | ------------- | ----- | ----- | ----- | --------------- | ---- | ------------------- | ---- | --------- | --------- | ---------------------- | ----------- |
| 2014.08.10 | 新潟   | 2歳新馬     |          | 芝1600m（稍） | 18    | 3     | 5     | 003.5（2人）    | 01着 | 01:37.0（33.2）     | -0.2 | 0柴田善臣 | 54        | （ソールインパクト）   | 466         |
| 0000.08.31 | 新潟   | 新潟2歳S    | GIII     | 芝1600m（良） | 18    | 2     | 4     | 004.1（3人）    | 01着 | 01:33.4（33.4）     | -0.0 | 0柴田善臣 | 54        | （アヴニールマルシェ） | 474         |
| 2015.03.22 | 中山   | スプリングS | GII      | 芝1800m（良） | 12    | 6     | 7     | 014.9（6人）    | 07着 | 01:49.6（33.6）     | -0.5 | 0柴田善臣 | 56        | キタサンブラック       | 476         |
| 0000.05.10 | 東京   | NHKマイルC  | GI       | 芝1600m（良） | 18    | 6     | 12    | 005.9（2人）    | 03着 | 01:33.7（33.8）     | -0.2 | 0柴田善臣 | 57        | クラリティスカイ       | 470         |
| 0000.05.31 | 東京   | 東京優駿    | GI       | 芝2400m（良） | 18    | 7     | 15    | 054.4（9人）    | 06着 | 02:24.0（34.0）     | -0.8 | 0柴田善臣 | 57        | ドゥラメンテ           | 466         |
| 0000.09.06 | 新潟   | 新潟記念    | GIII     | 芝2000m（稍） | 18    | 5     | 10    | 006.1（1人）    | 16着 | 01:59.4（34.9）     | -1.2 | 0柴田善臣 | 54        | パッションダンス       | 466         |
| 2016.06.19 | 東京   | 青梅特別    | 1000万下 | ダ1600m（良） | 16    | 2     | 3     | 007.7（3人）    | 01着 | 01:36.3（36.5）     | -0.4 | 0田辺裕信 | 57        | （ゴールデンバローズ） | 466         |

## 種牡馬成績
2020年デビューの初年度産駒は全3頭。その3頭全てが美浦・大江原哲厩舎に所属。
2020年6月13日、ユングヴィが産駒のJRA初出走。10月18日には産駒の初勝利を挙げた。11月7日G2・京王杯2歳ステークスに出走し、3着となった。

## エピソード
- トレーニングセンターにて、後肢の2本だけで立ち上がって3.4歩歩く「二足歩行」ができるということから、「シンザンはこのままの格好で（二足歩行）50メートルは歩く」という伝説になぞらえて「平成のシンザン」と呼ばれる[37]。あまりにも活力と好奇心に満たされており、デビュー前は4人が落馬し、大江原調教師を襲ってしまったという[38]。

## 血統表
| ミュゼスルタンの血統               | ミュゼスルタンの血統                  | ミュゼスルタンの血統          | （血統表の出典）              | （血統表の出典）  |
| 父 キングカメハメハ 2001 鹿毛 日本 | 父の父Kingmambo 1990 鹿毛             | Mr. Prospector                | Raise a Native                | Raise a Native    |
| 父 キングカメハメハ 2001 鹿毛 日本 | 父の父Kingmambo 1990 鹿毛             | Mr. Prospector                | Gold Digger                   |                   |
| 父 キングカメハメハ 2001 鹿毛 日本 | 父の父Kingmambo 1990 鹿毛             | Miesque                       | Nureyev                       | Nureyev           |
| 父 キングカメハメハ 2001 鹿毛 日本 | 父の父Kingmambo 1990 鹿毛             | Miesque                       | Pasadoble                     |                   |
| 父 キングカメハメハ 2001 鹿毛 日本 | 父の母*マンファス Manfath 1991 黒鹿毛 | *ラストタイクーン Last Tycoon | *トライマイベスト             | *トライマイベスト |
| 父 キングカメハメハ 2001 鹿毛 日本 | 父の母*マンファス Manfath 1991 黒鹿毛 | *ラストタイクーン Last Tycoon | Mill Princess                 |                   |
| 父 キングカメハメハ 2001 鹿毛 日本 | 父の母*マンファス Manfath 1991 黒鹿毛 | Pilot Bird                    | Blakeney                      | Blakeney          |
| 父 キングカメハメハ 2001 鹿毛 日本 | 父の母*マンファス Manfath 1991 黒鹿毛 | Pilot Bird                    | The Dancer                    |                   |
| 母 アスクデピュティ 2004 栗毛      | 母の父*フレンチデピュティ 1992 栗毛   | Deputy Minister               | Vice Regent                   | Vice Regent       |
| 母 アスクデピュティ 2004 栗毛      | 母の父*フレンチデピュティ 1992 栗毛   | Deputy Minister               | Mint Copy                     |                   |
| 母 アスクデピュティ 2004 栗毛      | 母の父*フレンチデピュティ 1992 栗毛   | Mitterand                     | Hold Your Peace               | Hold Your Peace   |
| 母 アスクデピュティ 2004 栗毛      | 母の父*フレンチデピュティ 1992 栗毛   | Mitterand                     | Laredo Lass                   |                   |
| 母 アスクデピュティ 2004 栗毛      | 母の母マルカコマチ 1995 鹿毛          | *サンデーサイレンス           | Halo                          | Halo              |
| 母 アスクデピュティ 2004 栗毛      | 母の母マルカコマチ 1995 鹿毛          | *サンデーサイレンス           | Wishing Well                  |                   |
| 母 アスクデピュティ 2004 栗毛      | 母の母マルカコマチ 1995 鹿毛          | ナショナルフラッグ            | *ディクタス                   | *ディクタス       |
| 母 アスクデピュティ 2004 栗毛      | 母の母マルカコマチ 1995 鹿毛          | ナショナルフラッグ            | ダイナワールド                |                   |
| 母系(F-No.)                        | (FN:F23-b)                            | (FN:F23-b)                    | (FN:F23-b)                    | [ § 2 ]           |
| 5代内の近親交配                    | Northern Dancer 5 × 5 = 6.25%         | Northern Dancer 5 × 5 = 6.25% | Northern Dancer 5 × 5 = 6.25% | [ § 3 ]           |
| 出典                               | 1. 2. 3.                              | 1. 2. 3.                      | 1. 2. 3.                      | 1. 2. 3.          |